# Ardèche Classic 2025
La 25e édition de l'Ardèche Classic, officiellement Faun-Ardèche Classic a lieu le 1er mars 2025. Elle fait partie du calendrier UCI ProSeries 2025 dont elle est la première course française.

## Présentation
La course a lieu la veille de la Drôme Classic, autre course de l'UCI ProSeries 2025.

### Parcours
Le parcours, situé à Guilherand-Granges au départ et à l'arrivée, comporte trois boucles entre la vallée du Rhône et le plateau du Vivarais. Elles passent notamment par le Val d'enfer, le Mur de Cornas, et traversent aussi les communes de Saint-Péray, Châteaubourg, Saint-Romain-de-Lerps, Saint-Sylvestre, Alboussière, Boffres et Toulaud.

### Équipes
23 équipes participent à cette édition : 13 WorldTeams, 6 équipes continentales professionnelles et 4 équipes continentales.
| WorldTeams (13)- UAE Team Emirates XRG - Team Visma \| Lease a Bike - Soudal Quick-Step - Lidl-Trek - Groupama-FDJ - Decathlon AG2R La Mondiale Team - EF Education-EasyPost - Movistar Team - Intermarché-Wanty - Team Picnic-PostNL - Cofidis - Arkéa-B&B Hotels - XDS Astana Team ProTeams (6)- Tudor Pro Cycling Team - Lotto - Israel-Premier Tech - Team TotalEnergies - Q36.5 Pro Cycling Team - Unibet Tietema Rockets Équipes continentales (4)- Saint Michel-Preference Home-Auber 93 - Van Rysel-Roubaix - CIC U Nantes - Nice Métropole Côte d'Azur |
| |

### Favoris
Juan Ayuso, vainqueur de l'édition 2024, figure parmi les favoris, tout comme Marc Hirschi, Mattias Skjelmose, Romain Grégoire, Christian Scaroni, récent vainqueur de la Classic Var et du Tour des Alpes-Maritimes.

### Récit de la course
En bas de la dernière descente, un groupe de douze coureurs est en tête : le tenant du titre Juan Ayuso et Brandon McNulty (UAE), Marc Hirschi et Marco Brenner (Tudor), Lorenzo Fortunato, Christian Scaroni et Clément Champoussin (Astana), Enric Mas et Javier Romo (Movistar), Mattias Skjelmose (Lidl Trek), Ilan Van Wilder (Soudal Quick Step) et Romain Grégoire (Groupama-FDJ).
Dans les derniers hectomètres, les favoris suivent la moto, mais Romain Grégoire connaissant bien le parcours prend la bonne route pour s'imposer devant Marco Brenner et Lorenzo Fortunato,.

Deuxième passage au Val d'Enfer à 15h16 :
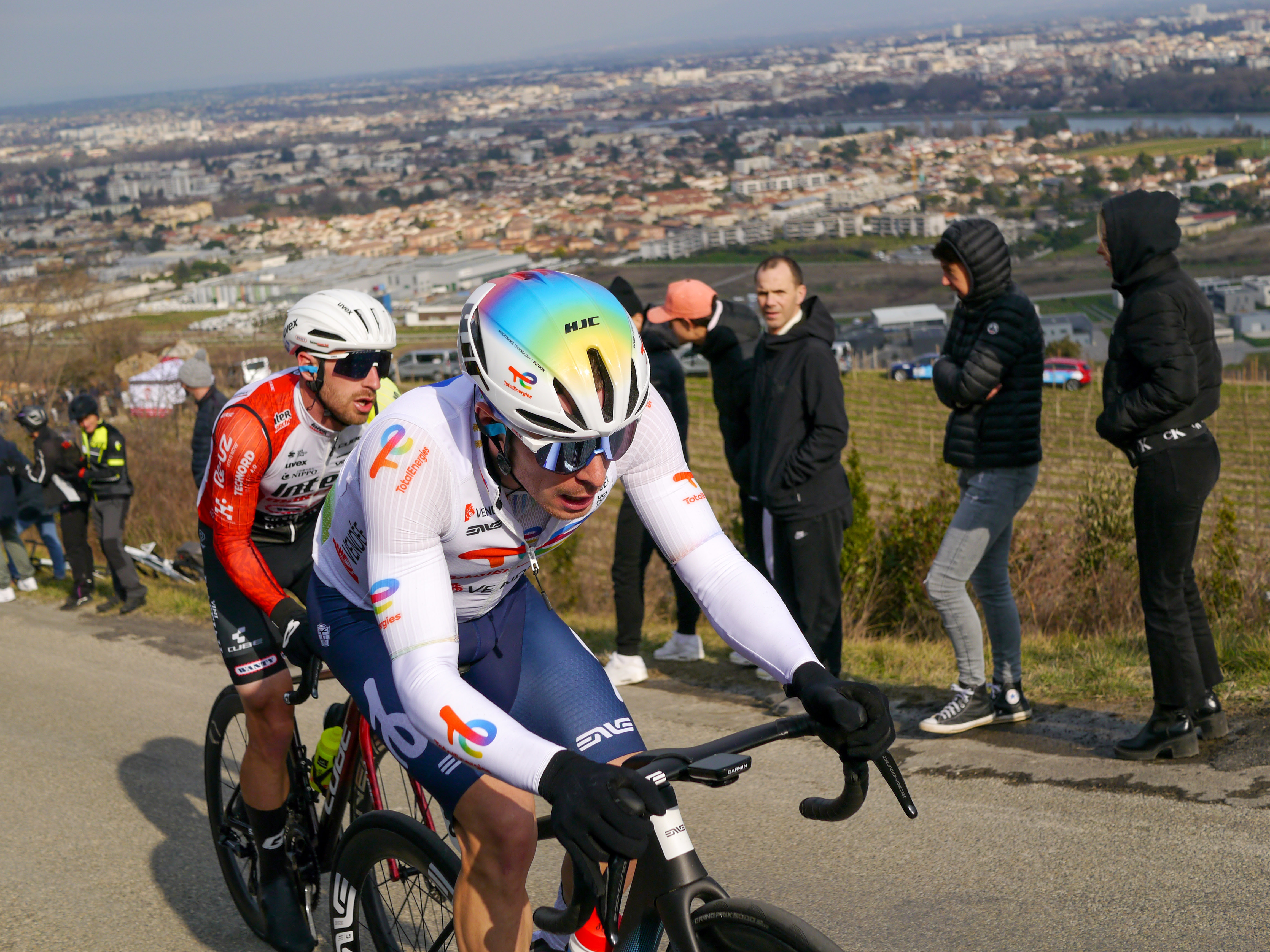
Mattéo Vercher et Kamiel Bonneu en tête.
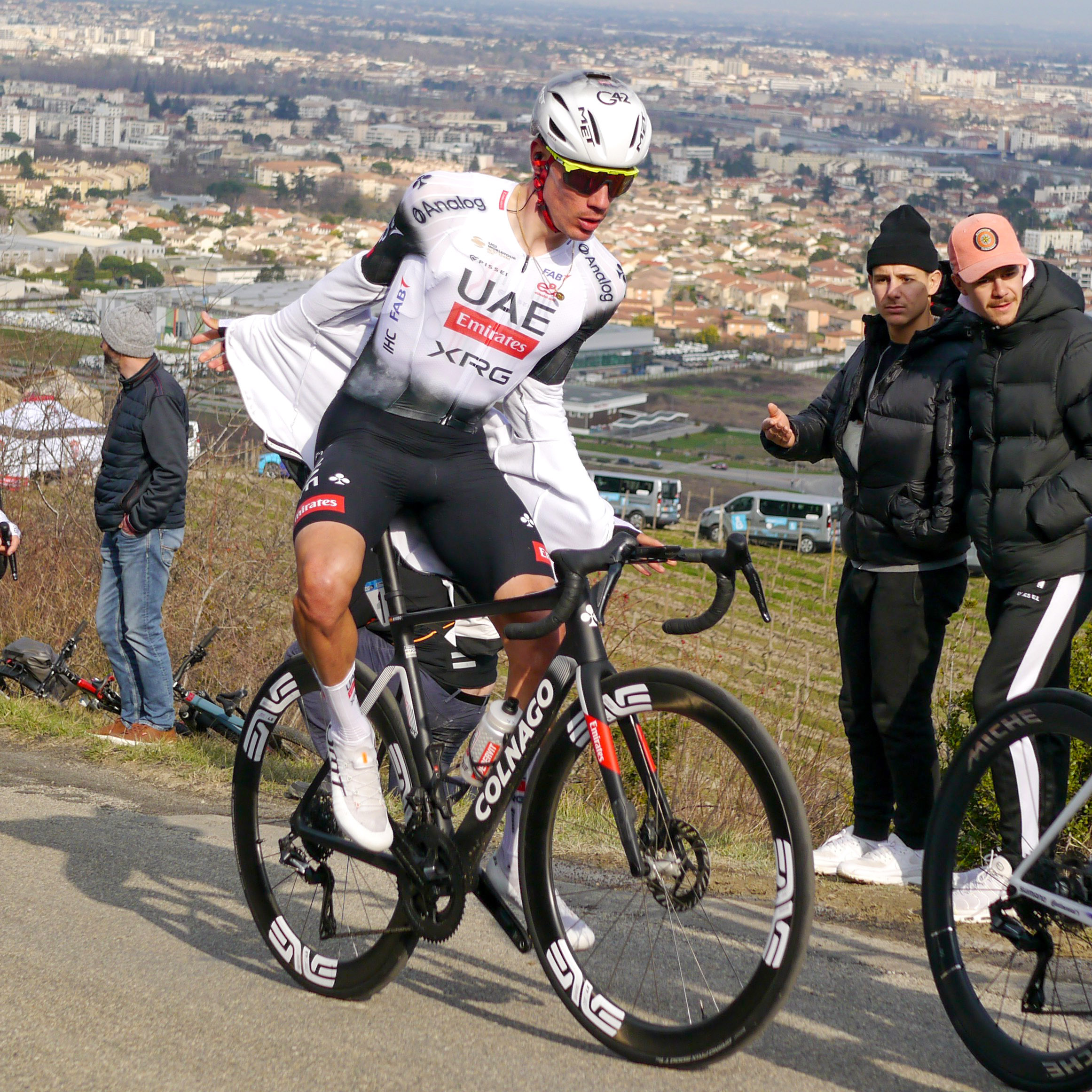
Juan Ayuso enfile une veste dans les gros pourcentages avant la descente.
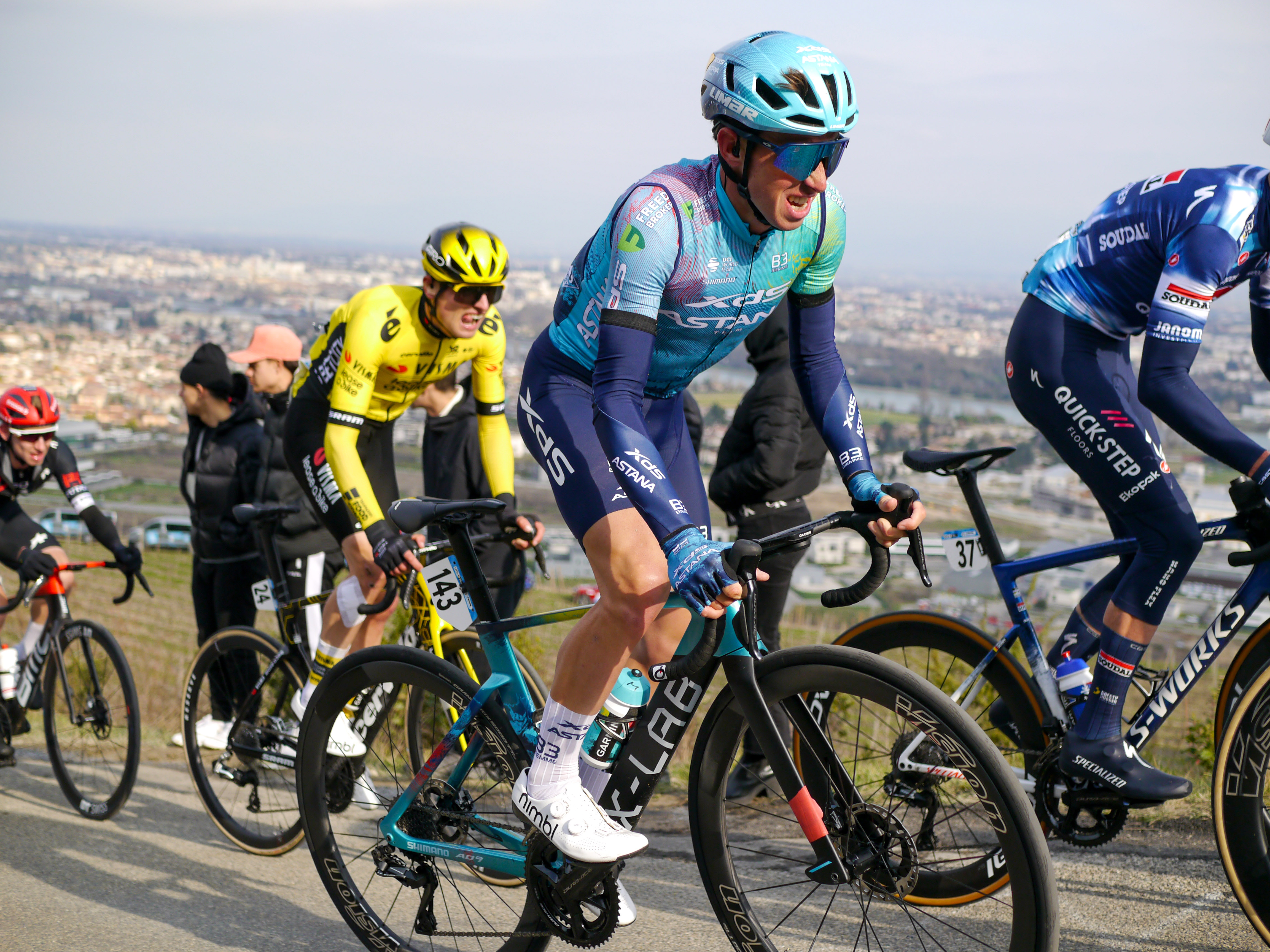
Lorenzo Fortunato dans le peloton.

## Classements

### Classement final

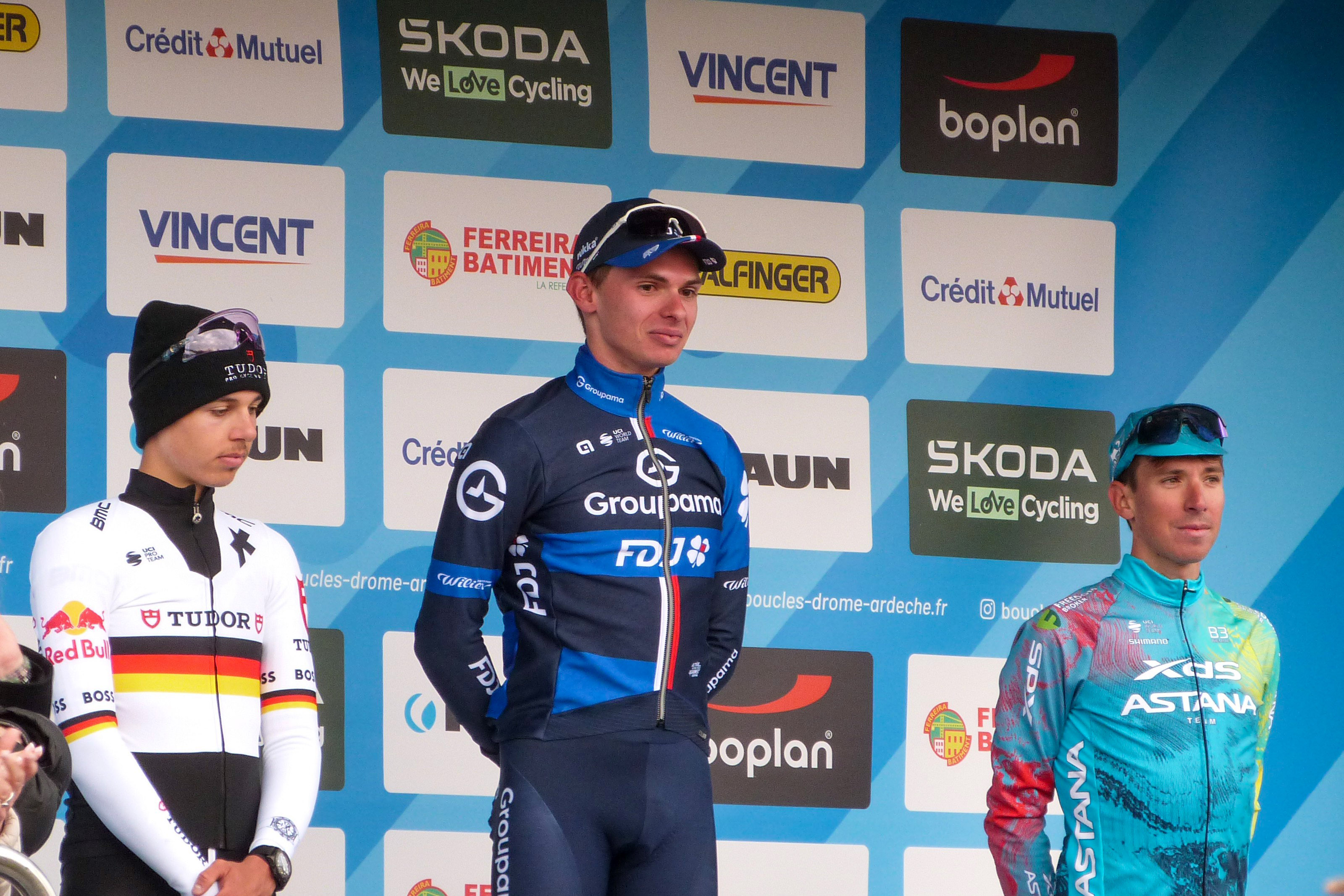
Podium final avec Romain Grégoire, Marco Brenner et Lorenzo Fortunato.

| \| Classement général \| Classement général \| Classement général \| Classement général \| Classement général \| \| Coureur \| Coureur \| Pays \| Équipe \| Temps \| \| ------------------ \| ------------------- \| ------------------ \| ---------------------- \| ------------------ \| \| 1er \| Romain Grégoire \| France \| Groupama-FDJ \| 4 h 13 min 22 s \| \| 2e \| Marco Brenner \| Allemagne \| Tudor Pro Cycling Team \| + 3 s \| \| 3e \| Lorenzo Fortunato \| Italie \| XDS Astana Team \| + 3 s \| \| 4e \| Clément Champoussin \| France \| XDS Astana Team \| + 7 s \| \| 5e \| Christian Scaroni \| Italie \| XDS Astana Team \| + 7 s \| \| 6e \| Mattias Skjelmose \| Danemark \| Lidl-Trek \| + 10 s \| \| 7e \| Javier Romo \| Espagne \| Movistar Team \| + 22 s \| \| 8e \| Brandon McNulty \| États-Unis \| UAE Team Emirates XRG \| + 22 s \| \| 9e \| Enric Mas \| Espagne \| Movistar Team \| + 31 s \| \| 10e \| Juan Ayuso \| Espagne \| UAE Team Emirates XRG \| + 41 s \| |                     |            |                        |                 |
| |                     |            |                        |                 |
| |                     |            |                        |                 |
| Classement général |                     |            |                        |                 |
| Coureur | Coureur             | Pays       | Équipe                 | Temps           |
| 1er | Romain Grégoire     | France     | Groupama-FDJ           | 4 h 13 min 22 s |
| 2e | Marco Brenner       | Allemagne  | Tudor Pro Cycling Team | + 3 s           |
| 3e | Lorenzo Fortunato   | Italie     | XDS Astana Team        | + 3 s           |
| 4e | Clément Champoussin | France     | XDS Astana Team        | + 7 s           |
| 5e | Christian Scaroni   | Italie     | XDS Astana Team        | + 7 s           |
| 6e | Mattias Skjelmose   | Danemark   | Lidl-Trek              | + 10 s          |
| 7e | Javier Romo         | Espagne    | Movistar Team          | + 22 s          |
| 8e | Brandon McNulty     | États-Unis | UAE Team Emirates XRG  | + 22 s          |
| 9e | Enric Mas           | Espagne    | Movistar Team          | + 31 s          |
| 10e | Juan Ayuso          | Espagne    | UAE Team Emirates XRG  | + 41 s          |

## Liste des participants
| Légende | Légende                                                                    | Légende | Légende                                                    |
| ------- | -------------------------------------------------------------------------- | ------- | ---------------------------------------------------------- |
| Num     | Dossard de départ porté par le coureur sur l'Ardèche Classic               | Pos     | Position à l'arrivée de la course                          |
|         | Indique un maillot de champion national ou mondial, suivi de sa spécialité | NP      | Indique un coureur qui n'a pas pris le départ de la course |
| AB      | Indique un coureur qui n'a pas terminé la course                           | HD      | Indique un coureur qui a terminé la course hors des délais |
| DSQ     | Indique un coureur qui a été disqualifié de la course                      |         |                                                            |

| UAE Team Emirates XRG UAD | UAE Team Emirates XRG UAD | UAE Team Emirates XRG UAD |
| ------------------------- | ------------------------- | ------------------------- |
| Num                       | Coureur                   | Pos                       |
| 1                         | Juan Ayuso (ESP)          |                           |
| 2                         | Brandon McNulty (USA)     |                           |
| 3                         | Pavel Sivakov (FRA)       |                           |
| 4                         | Jan Christen (SUI)        |                           |
| 5                         | Isaac Del Toro (MEX)      |                           |
| 6                         | Rafał Majka (POL)         |                           |
| 7                         | Igor Arrieta (ESP)        |                           |

| Tudor Pro Cycling Team TUD | Tudor Pro Cycling Team TUD | Tudor Pro Cycling Team TUD |
| -------------------------- | -------------------------- | -------------------------- |
| Num                        | Coureur                    | Pos                        |
| 11                         | Marc Hirschi (SUI)         |                            |
| 12                         | Marco Brenner (GER)        |                            |
| 13                         | Yannis Voisard (SUI)       |                            |
| 14                         | Mathys Rondel (FRA)        |                            |
| 15                         | Jacob Eriksson (SWE)       |                            |
| 16                         | Lucas Eriksson (SWE)       |                            |
| 17                         | Roland Thalmann (SUI)      |                            |

| Team Visma \| Lease a Bike TVL | Team Visma \| Lease a Bike TVL | Team Visma \| Lease a Bike TVL |
| ------------------------------ | ------------------------------ | ------------------------------ |
| Num                            | Coureur                        | Pos                            |
| 21                             | Attila Valter (HUN)            |                                |
| 22                             | Axel Zingle (FRA)              |                                |
| 23                             | Cian Uijtdebroeks (BEL)        |                                |
| 24                             | Jørgen Nordhagen (NOR)         |                                |
| 25                             | Tijmen Graat (NED)             |                                |
| 26                             | Menno Huising (NED)            |                                |
| 27                             | Ben Tulett (GBR)               |                                |

| Soudal Quick-Step SOQ | Soudal Quick-Step SOQ        | Soudal Quick-Step SOQ |
| --------------------- | ---------------------------- | --------------------- |
| Num                   | Coureur                      | Pos                   |
| 31                    | Gianmarco Garofoli (ITA)     |                       |
| 32                    | Antoine Huby (FRA)           |                       |
| 33                    | Valentin Paret-Peintre (FRA) |                       |
| 34                    | Pieter Serry (BEL)           |                       |
| 35                    | Louis Vervaeke (BEL)         |                       |
| 36                    | Jonathan Vervenne (BEL)      |                       |
| 37                    | William Junior Lecerf (BEL)  |                       |

| Lidl-Trek LTK | Lidl-Trek LTK           | Lidl-Trek LTK |
| ------------- | ----------------------- | ------------- |
| Num           | Coureur                 | Pos           |
| 41            | Mattias Skjelmose (DEN) |               |
| 42            | Bauke Mollema (NED)     |               |
| 43            | Juan Pedro López (ESP)  |               |
| 44            | Julien Bernard (FRA)    |               |
| 45            | Andrea Bagioli (ITA)    |               |
| 46            | Sam Oomen (NED)         |               |
| 47            | Tim Declercq (BEL)      |               |

| Groupama-FDJ GFC | Groupama-FDJ GFC       | Groupama-FDJ GFC |
| ---------------- | ---------------------- | ---------------- |
| Num              | Coureur                | Pos              |
| 51               | Valentin Madouas (FRA) |                  |
| 52               | Romain Grégoire (FRA)  |                  |
| 53               | Guillaume Martin (FRA) |                  |
| 54               | Brieuc Rolland (FRA)   |                  |
| 55               | Tom Donnenwirth (FRA)  |                  |
| 56               | Thibaud Gruel (FRA)    |                  |
| 57               | Enzo Paleni (FRA)      |                  |

| Lotto LTD | Lotto LTD                | Lotto LTD |
| --------- | ------------------------ | --------- |
| Num       | Coureur                  | Pos       |
| 61        | Jarno Widar (BEL)        |           |
| 62        | Logan Currie (NZL)       |           |
| 63        | Eduardo Sepúlveda (ARG)  |           |
| 64        | Lars Craps (BEL)         |           |
| 65        | Reuben Thompson (NZL)    |           |
| 66        | Jarrad Drizners (AUS)    |           |
| 67        | Henri Vandenabeele (BEL) |           |

| Decathlon-AG2R La Mondiale DAT | Decathlon-AG2R La Mondiale DAT | Decathlon-AG2R La Mondiale DAT |
| ------------------------------ | ------------------------------ | ------------------------------ |
| Num                            | Coureur                        | Pos                            |
| 71                             | Aurélien Paret-Peintre (FRA)   |                                |
| 72                             | Bastien Tronchon (FRA)         |                                |
| 73                             | Clément Berthet (FRA)          |                                |
| 74                             | Noa Isidore (FRA)              |                                |
| 75                             | Nicolas Prodhomme (FRA)        |                                |
| 76                             | Victor Lafay (FRA)             |                                |
| 77                             | Nans Peters (FRA)              |                                |

| EF Education-EasyPost EFE | EF Education-EasyPost EFE | EF Education-EasyPost EFE |
| ------------------------- | ------------------------- | ------------------------- |
| Num                       | Coureur                   | Pos                       |
| 81                        | Richard Carapaz (ECU)     |                           |
| 82                        | Ben Healy (IRL)           |                           |
| 83                        | Archie Ryan (IRL)         |                           |
| 84                        | Alexander Cepeda (ECU)    |                           |
| 85                        | Samuele Battistella (ITA) |                           |
| 86                        | Markel Beloki (ESP)       |                           |
| 87                        | Jack Rootkin-Gray (GBR)   |                           |

| Movistar Team MOV | Movistar Team MOV        | Movistar Team MOV |
| ----------------- | ------------------------ | ----------------- |
| Num               | Coureur                  | Pos               |
| 91                | Enric Mas (ESP)          |                   |
| 92                | Javier Romo (ESP)        |                   |
| 93                | Pelayo Sánchez (ESP)     |                   |
| 94                | Natnael Tesfatsion (ERI) |                   |
| 95                | Gregor Mühlberger (AUT)  |                   |
| 96                | Ruben Guerreiro (POR)    |                   |
| 97                | Gonzalo Serrano (ESP)    |                   |

| Intermarché-Wanty IWA | Intermarché-Wanty IWA   | Intermarché-Wanty IWA |
| --------------------- | ----------------------- | --------------------- |
| Num                   | Coureur                 | Pos                   |
| 101                   | Lorenzo Rota (ITA)      |                       |
| 102                   | Louis Meintjes (RSA)    |                       |
| 103                   | Louis Barré (FRA)       |                       |
| 104                   | Kamiel Bonneu (BEL)     |                       |
| 105                   | Kobe Goossens (BEL)     |                       |
| 106                   | Alexy Faure Prost (FRA) |                       |
| 107                   | Alexander Kamp (DEN)    |                       |

| Team Picnic-PostNL TPP | Team Picnic-PostNL TPP | Team Picnic-PostNL TPP |
| ---------------------- | ---------------------- | ---------------------- |
| Num                    | Coureur                | Pos                    |
| 111                    | Romain Bardet (FRA)    |                        |
| 112                    | Kevin Vermaerke (USA)  |                        |
| 113                    | Warren Barguil (FRA)   |                        |
| 114                    | Chris Hamilton (AUS)   |                        |
| 115                    | Robbe Dhondt (BEL)     |                        |
| 116                    | Romain Combaud (FRA)   |                        |
| 117                    | Bjoern Koerdt (GBR)    |                        |

| Cofidis COF | Cofidis COF           | Cofidis COF |
| ----------- | --------------------- | ----------- |
| Num         | Coureur               | Pos         |
| 121         | Alex Aranburu (ESP)   |             |
| 122         | Simon Carr (GBR)      |             |
| 123         | Anthony Perez (FRA)   |             |
| 124         | Valentin Ferron (FRA) |             |
| 125         | Jonathan Lastra (ESP) |             |
| 126         | Sam Maisonobe (FRA)   |             |
| 127         | Sergio Samitier (ESP) |             |

| Arkéa-B&B Hotels ARK | Arkéa-B&B Hotels ARK          | Arkéa-B&B Hotels ARK |
| -------------------- | ----------------------------- | -------------------- |
| Num                  | Coureur                       | Pos                  |
| 131                  | Clément Venturini (FRA)       |                      |
| 132                  | Raúl García Pierna (ESP)      |                      |
| 133                  | Simon Guglielmi (FRA)         |                      |
| 134                  | Michel Ries (LUX)             |                      |
| 135                  | Embret Svestad-Bårdseng (NOR) |                      |
| 136                  | Baptiste Poulard (FRA)        |                      |
| 137                  | Élie Gesbert (FRA)            |                      |

| UAE Team Emirates XRG UAD | UAE Team Emirates XRG UAD | UAE Team Emirates XRG UAD |
| ------------------------- | ------------------------- | ------------------------- |
| Num                       | Coureur                   | Pos                       |
| 1                         | Juan Ayuso (ESP)          |                           |
| 2                         | Brandon McNulty (USA)     |                           |
| 3                         | Pavel Sivakov (FRA)       |                           |
| 4                         | Jan Christen (SUI)        |                           |
| 5                         | Isaac Del Toro (MEX)      |                           |
| 6                         | Rafał Majka (POL)         |                           |
| 7                         | Igor Arrieta (ESP)        |                           |

| Tudor Pro Cycling Team TUD | Tudor Pro Cycling Team TUD | Tudor Pro Cycling Team TUD |
| -------------------------- | -------------------------- | -------------------------- |
| Num                        | Coureur                    | Pos                        |
| 11                         | Marc Hirschi (SUI)         |                            |
| 12                         | Marco Brenner (GER)        |                            |
| 13                         | Yannis Voisard (SUI)       |                            |
| 14                         | Mathys Rondel (FRA)        |                            |
| 15                         | Jacob Eriksson (SWE)       |                            |
| 16                         | Lucas Eriksson (SWE)       |                            |
| 17                         | Roland Thalmann (SUI)      |                            |

| Team Visma \| Lease a Bike TVL | Team Visma \| Lease a Bike TVL | Team Visma \| Lease a Bike TVL |
| ------------------------------ | ------------------------------ | ------------------------------ |
| Num                            | Coureur                        | Pos                            |
| 21                             | Attila Valter (HUN)            |                                |
| 22                             | Axel Zingle (FRA)              |                                |
| 23                             | Cian Uijtdebroeks (BEL)        |                                |
| 24                             | Jørgen Nordhagen (NOR)         |                                |
| 25                             | Tijmen Graat (NED)             |                                |
| 26                             | Menno Huising (NED)            |                                |
| 27                             | Ben Tulett (GBR)               |                                |

| Soudal Quick-Step SOQ | Soudal Quick-Step SOQ        | Soudal Quick-Step SOQ |
| --------------------- | ---------------------------- | --------------------- |
| Num                   | Coureur                      | Pos                   |
| 31                    | Gianmarco Garofoli (ITA)     |                       |
| 32                    | Antoine Huby (FRA)           |                       |
| 33                    | Valentin Paret-Peintre (FRA) |                       |
| 34                    | Pieter Serry (BEL)           |                       |
| 35                    | Louis Vervaeke (BEL)         |                       |
| 36                    | Jonathan Vervenne (BEL)      |                       |
| 37                    | William Junior Lecerf (BEL)  |                       |

| Lidl-Trek LTK | Lidl-Trek LTK           | Lidl-Trek LTK |
| ------------- | ----------------------- | ------------- |
| Num           | Coureur                 | Pos           |
| 41            | Mattias Skjelmose (DEN) |               |
| 42            | Bauke Mollema (NED)     |               |
| 43            | Juan Pedro López (ESP)  |               |
| 44            | Julien Bernard (FRA)    |               |
| 45            | Andrea Bagioli (ITA)    |               |
| 46            | Sam Oomen (NED)         |               |
| 47            | Tim Declercq (BEL)      |               |

| Groupama-FDJ GFC | Groupama-FDJ GFC       | Groupama-FDJ GFC |
| ---------------- | ---------------------- | ---------------- |
| Num              | Coureur                | Pos              |
| 51               | Valentin Madouas (FRA) |                  |
| 52               | Romain Grégoire (FRA)  |                  |
| 53               | Guillaume Martin (FRA) |                  |
| 54               | Brieuc Rolland (FRA)   |                  |
| 55               | Tom Donnenwirth (FRA)  |                  |
| 56               | Thibaud Gruel (FRA)    |                  |
| 57               | Enzo Paleni (FRA)      |                  |

| Lotto LTD | Lotto LTD                | Lotto LTD |
| --------- | ------------------------ | --------- |
| Num       | Coureur                  | Pos       |
| 61        | Jarno Widar (BEL)        |           |
| 62        | Logan Currie (NZL)       |           |
| 63        | Eduardo Sepúlveda (ARG)  |           |
| 64        | Lars Craps (BEL)         |           |
| 65        | Reuben Thompson (NZL)    |           |
| 66        | Jarrad Drizners (AUS)    |           |
| 67        | Henri Vandenabeele (BEL) |           |

| Decathlon-AG2R La Mondiale DAT | Decathlon-AG2R La Mondiale DAT | Decathlon-AG2R La Mondiale DAT |
| ------------------------------ | ------------------------------ | ------------------------------ |
| Num                            | Coureur                        | Pos                            |
| 71                             | Aurélien Paret-Peintre (FRA)   |                                |
| 72                             | Bastien Tronchon (FRA)         |                                |
| 73                             | Clément Berthet (FRA)          |                                |
| 74                             | Noa Isidore (FRA)              |                                |
| 75                             | Nicolas Prodhomme (FRA)        |                                |
| 76                             | Victor Lafay (FRA)             |                                |
| 77                             | Nans Peters (FRA)              |                                |

| EF Education-EasyPost EFE | EF Education-EasyPost EFE | EF Education-EasyPost EFE |
| ------------------------- | ------------------------- | ------------------------- |
| Num                       | Coureur                   | Pos                       |
| 81                        | Richard Carapaz (ECU)     |                           |
| 82                        | Ben Healy (IRL)           |                           |
| 83                        | Archie Ryan (IRL)         |                           |
| 84                        | Alexander Cepeda (ECU)    |                           |
| 85                        | Samuele Battistella (ITA) |                           |
| 86                        | Markel Beloki (ESP)       |                           |
| 87                        | Jack Rootkin-Gray (GBR)   |                           |

| Movistar Team MOV | Movistar Team MOV        | Movistar Team MOV |
| ----------------- | ------------------------ | ----------------- |
| Num               | Coureur                  | Pos               |
| 91                | Enric Mas (ESP)          |                   |
| 92                | Javier Romo (ESP)        |                   |
| 93                | Pelayo Sánchez (ESP)     |                   |
| 94                | Natnael Tesfatsion (ERI) |                   |
| 95                | Gregor Mühlberger (AUT)  |                   |
| 96                | Ruben Guerreiro (POR)    |                   |
| 97                | Gonzalo Serrano (ESP)    |                   |

| Intermarché-Wanty IWA | Intermarché-Wanty IWA   | Intermarché-Wanty IWA |
| --------------------- | ----------------------- | --------------------- |
| Num                   | Coureur                 | Pos                   |
| 101                   | Lorenzo Rota (ITA)      |                       |
| 102                   | Louis Meintjes (RSA)    |                       |
| 103                   | Louis Barré (FRA)       |                       |
| 104                   | Kamiel Bonneu (BEL)     |                       |
| 105                   | Kobe Goossens (BEL)     |                       |
| 106                   | Alexy Faure Prost (FRA) |                       |
| 107                   | Alexander Kamp (DEN)    |                       |

| Team Picnic-PostNL TPP | Team Picnic-PostNL TPP | Team Picnic-PostNL TPP |
| ---------------------- | ---------------------- | ---------------------- |
| Num                    | Coureur                | Pos                    |
| 111                    | Romain Bardet (FRA)    |                        |
| 112                    | Kevin Vermaerke (USA)  |                        |
| 113                    | Warren Barguil (FRA)   |                        |
| 114                    | Chris Hamilton (AUS)   |                        |
| 115                    | Robbe Dhondt (BEL)     |                        |
| 116                    | Romain Combaud (FRA)   |                        |
| 117                    | Bjoern Koerdt (GBR)    |                        |

| Cofidis COF | Cofidis COF           | Cofidis COF |
| ----------- | --------------------- | ----------- |
| Num         | Coureur               | Pos         |
| 121         | Alex Aranburu (ESP)   |             |
| 122         | Simon Carr (GBR)      |             |
| 123         | Anthony Perez (FRA)   |             |
| 124         | Valentin Ferron (FRA) |             |
| 125         | Jonathan Lastra (ESP) |             |
| 126         | Sam Maisonobe (FRA)   |             |
| 127         | Sergio Samitier (ESP) |             |

| Arkéa-B&B Hotels ARK | Arkéa-B&B Hotels ARK          | Arkéa-B&B Hotels ARK |
| -------------------- | ----------------------------- | -------------------- |
| Num                  | Coureur                       | Pos                  |
| 131                  | Clément Venturini (FRA)       |                      |
| 132                  | Raúl García Pierna (ESP)      |                      |
| 133                  | Simon Guglielmi (FRA)         |                      |
| 134                  | Michel Ries (LUX)             |                      |
| 135                  | Embret Svestad-Bårdseng (NOR) |                      |
| 136                  | Baptiste Poulard (FRA)        |                      |
| 137                  | Élie Gesbert (FRA)            |                      |

### Classements UCI
La course attribue des points au Classement mondial UCI 2025 selon le barème suivant :
| Position   | 1er | 2e  | 3e  | 4e  | 5e | 6e | 7e | 8e | 9e | 10e | 11e | 12e | 13e | 14e | 15e | 16e à 30e | 31e à 40e |
| Classement | 200 | 150 | 125 | 100 | 85 | 70 | 60 | 50 | 40 | 35  | 30  | 25  | 20  | 15  | 10  | 5         | 3         |

## Médias
La course est retransmise en direct sur la chaîne L'Équipe.

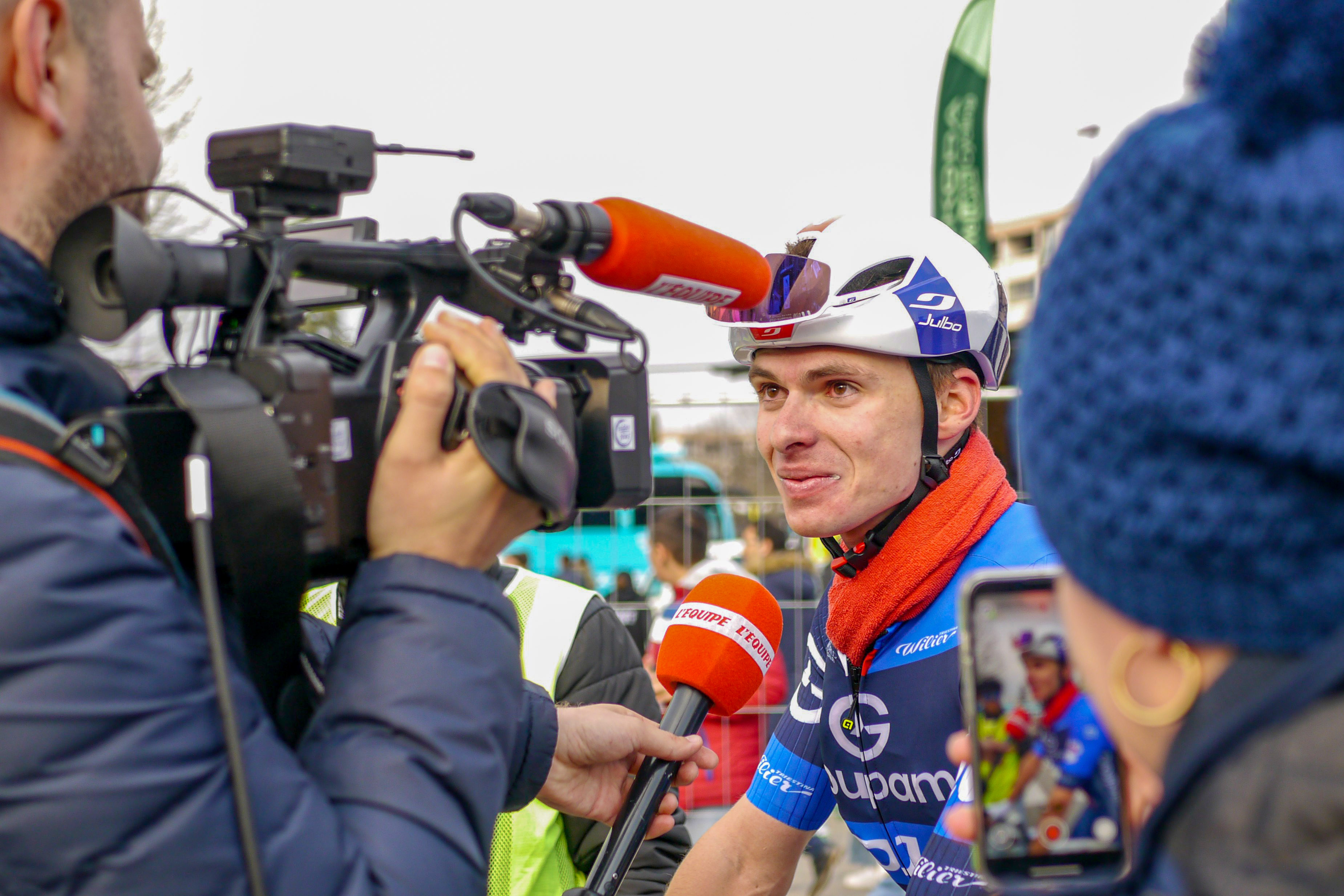
Romain Grégoire répondant à un journaliste de L'Équipe après sa victoire.
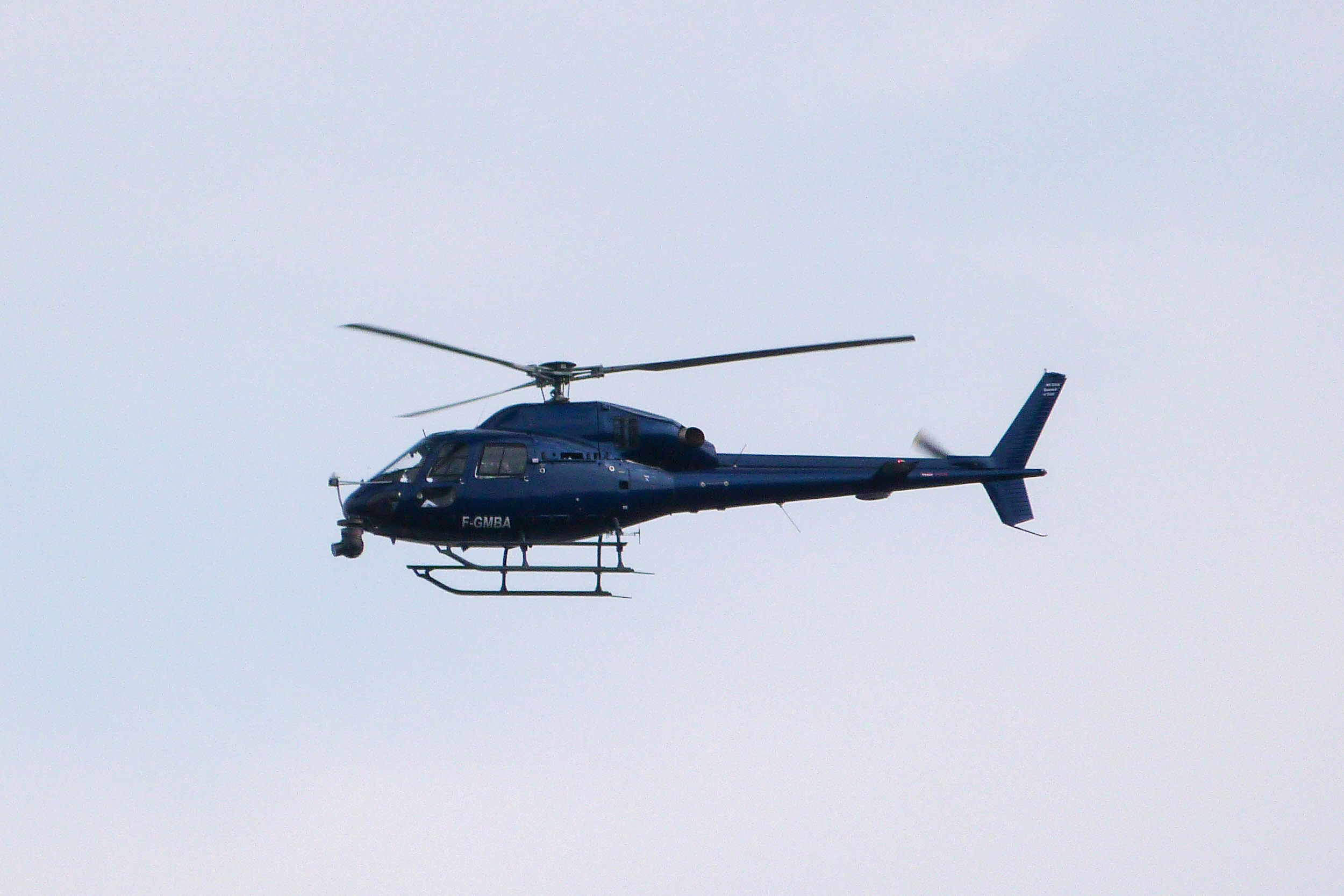
Hélicoptère caméra pour la retransmission télévisée.